# Grażyna Urban-Godziek
Grażyna Urban-Godziek – polska polonistka i neolatynistka, doktor habilitowana nauk humanistycznych, adiunkt Katedry Historii Literatury Staropolskiej Wydziału Polonistyki Uniwersytetu Jagiellońskiego.

## Życiorys
W 1997 ukończyła studia z zakresu filologii polskiej na Uniwersytecie Jagiellońskim, 25 lutego 2002 obroniła pracę doktorską Polsko-łacińska elegia renesansowa. Monografia gatunku (promotor: Andrzej Borowski). 13 stycznia 2017 habilitowała się na podstawie pracy zatytułowanej Consolatio amoris. Topika żałobna w poezji miłosnej łacińskiego renesansu (Pontano – Secundus – Kochanowski).
Od 2001 związana zawodowo z macierzystą uczelnią. Jest adiunktem Katedry Historii Literatury Staropolskiej Wydziału Polonistyki Uniwersytetu Jagiellońskiego. Od 2004 prowadzi tamże Ośrodek Badań nad Renesansem, w 2012 przekształcony w Pracownię Literatury Renesansu. Kieruje zespołem przygotowującym edycję Dzieł łacińskich Jana Kochanowskiego.
Zajmuje się badaniem polsko- i łacińskojęzycznej literatury staropolskiej w kontekście tradycji antycznej, średniowiecznej i nowożytnej europejskiej (topika, genologia).
Stypendystka: Komitetu Badań Naukowych (1999–2002), Fundacji Lanckorońskich z Brzezia (Rzym 2006); Fundacji na Rzecz Nauki Polskiej (2006, 2007), Ministerstwa Nauki i Szkolnictwa Wyższego (2006–2009), Fundacji na rzecz Nauki Polskiej i Towarzystwa Naukowego Warszawskiego (Wenecja 2010); Narodowego Centrum Nauki (2013–2016). Członkini International Association for Neo-Latin Studies (IANLS) oraz Renaissance Society of America (RSA).